# Mike Jenkins
(en) Statistiques sur pro-football-reference
Mike Patrick Jenkins (né le 8 mai 1985 à Neuenburg am Rhein, en Allemagne) est un joueur américain de football américain, jouant au poste de cornerback.

## Enfance
Jenkins est né en Allemagne de l'Ouest, alors que sa mère y est opératrice dans une base de l'US Army. Il déménage en Floride au début des années 90, et étudie à la Southeast High School de Bradenton.

## Carrière

### Université
Il entre à l'université du Sud de la Floride où il joue avec l'équipe de football américain et d'athlétisme des Bulls de South Florida.

### Professionnel
Mike Jenkins est sélectionné au premier tour du draft de la NFL de 2008 par les Cowboys de Dallas au vingt-cinquième choix. Le 26 juillet, il signe un contrat d'une valeur de 9,725 millions de dollars. Lors de sa saison de rookie, il est cornerback remplaçant et intercepte sa première passe en professionnel. La saison 2009, il est nommé titulaire et intercepte, lors de la troisième journée, sa première passe de la saison, contre les Panthers de la Caroline ; il intercepte cinq passes lors de cette saison et est sélectionné pour le Pro Bowl après la blessure d'Antoine Winfield.
Après une saison 2010 ne le voyant intercepter qu'une passe mais taclant beaucoup (cinquante-et-un tacles), il se blesse lors du camp d'entraînement 2011 et rate la pré-saison, revenant de justesse pour l'ouverture de la saison. Ne jouant que 12 matchs, ses statistiques ne s'améliorent pas et il n'intercepte encore qu'une passe pour 22 tacles. La saison 2012 est encore plus délicate dans la mesure où il n'est titularisé que deux fois, et termine avec 10 tacles pour aucune interception.
En 2013, il signe avec les Raiders d'Oakland.

## Palmarès
- Équipe All-American 2005
- Seconde équipe de la conférence Big East 2006
- Équipe de la conférence Big East 2007